# 帕纳罗河畔马拉诺
帕纳罗河畔马拉诺（義大利語：Marano sul Panaro），是意大利摩德纳省的一个市镇。总面积45.16平方公里，人口4588人，人口密度101.6人/平方公里（2009年）。ISTAT代码为036020。